# Canton du Val d'Adour-Rustan-Madiranais
Le canton du Val d'Adour-Rustan-Madiranais est une circonscription électorale française du département des Hautes-Pyrénées.

## Histoire
Un nouveau découpage territorial des Hautes-Pyrénées entre en vigueur à l'occasion des élections départementales de 2015. Il est défini par le décret du 25 février 2014, en application des lois du 17 mai 2013 (loi organique 2013-402 et loi 2013-403). Les conseillers départementaux sont, à compter de ces élections, élus au scrutin majoritaire binominal mixte. Les électeurs de chaque canton élisent au Conseil départemental, nouvelle appellation du Conseil général, deux membres de sexe différent, qui se présentent en binôme de candidats. Les conseillers départementaux sont élus pour 6 ans au scrutin binominal majoritaire à deux tours, l'accès au second tour nécessitant 12,5 % des inscrits au 1er tour. En outre la totalité des conseillers départementaux est renouvelée. Ce nouveau mode de scrutin nécessite un redécoupage des cantons dont le nombre est divisé par deux avec arrondi à l'unité impaire supérieure si ce nombre n'est pas entier impair, assorti de conditions de seuils minimaux. Dans les Hautes-Pyrénées, le nombre de cantons passe ainsi de 34 à 17.
Le canton du Val d'Adour-Rustan-Madiranais est formé de communes des anciens cantons de Rabastens-de-Bigorre (24 communes), de Maubourguet (11 communes) et de Castelnau-Rivière-Basse (8 communes). Il est entièrement inclus dans l'arrondissement de Tarbes. Le bureau centralisateur est situé à Maubourguet.

## Représentation
| Période élective | Période élective | Mandat | Mandat   | Identité            | Nuance | Nuance | Qualité |
| ---------------- | ---------------- | ------ | -------- | ------------------- | ------ | ------ | --- |
| 2015             | 2021             | 2015   | 2021     | Christiane Autigeon |        | PS     | Institutrice retraitée Maire de Trouley-Labarthe (2001-2014)                                                              |
| 2015             | 2021             | 2015   | 2021     | Jean Guilhas        |        | PS     | Techno-commercial et agriculteur Maire de Maubourguet (1998-2014) Conseiller général du Canton de Maubourguet (2002-2015) |
| 2021             | 2028             | 2021   | en cours | Fréderic Ré         |        | DVG    | Cadre de la fonction publique Maire de Lahitte-Toupière, 10ème Vice-Président du conseil départemental                    |
| 2021             | 2028             | 2021   | en cours | Véronique Thirault  |        | DVG    | Maire de Rabastens-de-Bigorre                                                                                             |

### Résultats détaillés

#### Élections de mars 2015
À l'issue du 1er tour des élections départementales de 2015, deux binômes sont en ballotage : Christiane Autigeon et Jean Guilhas (PS, 44,37 %) et Brigitte Buisan et Paul Loncan (FN, 24,05 %). Le taux de participation est de 56,14 % (5 316 votants sur 9 469 inscrits) contre 54,65 % au niveau départemental et 50,17 % au niveau national.
Au second tour, Christiane Autigeon et Jean Guilhas (PS) sont élus avec 68,8 % des suffrages exprimés et un taux de participation de 57,55 % (3 341 voix pour 5 450 votants et 9 470 inscrits).
Christiane Autigeon est apparentée au groupe PS.

#### Élections de juin 2021
Le premier tour des élections départementales de 2021 est marqué par un très faible taux de participation (33,26 % au niveau national). Dans le canton du Val d'Adour-Rustan-Madiranais, ce taux de participation est de 43,12 % (4 091 votants sur 9 487 inscrits) contre 39,47 % au niveau départemental. À l'issue de ce premier tour,  le binôme constitué de Fréderic Ré et Véronique Thirault (Divers , 61,92 %), est élu avec 61,92 % des suffrages exprimés.

## Composition
Le canton du Val d'Adour-Rustan-Madiranais comprend quarante-trois communes entières.
| Nom                                     | Code Insee | Intercommunalité | Superficie (km2) | Population (dernière pop. légale) | Densité (hab./km2) | Modifier                                    |
| --------------------------------------- | ---------- | ---------------- | ---------------- | --------------------------------- | ------------------ | ------------------------------------------- |
| Maubourguet (bureau centralisateur)     | 65304      | CC Adour Madiran | 22,04            | 2 232 (2022)                      | 101                | modifier les données · modifier les données |
| Ansost                                  | 65013      | CC Adour Madiran | 2,20             | 57 (2022)                         | 26                 | modifier les données · modifier les données |
| Auriébat                                | 65049      | CC Adour Madiran | 16,12            | 239 (2022)                        | 15                 | modifier les données · modifier les données |
| Barbachen                               | 65061      | CC Adour Madiran | 3,04             | 42 (2022)                         | 14                 | modifier les données · modifier les données |
| Bazillac                                | 65073      | CC Adour Madiran | 10,28            | 369 (2022)                        | 36                 | modifier les données · modifier les données |
| Bouilh-Devant                           | 65102      | CC Adour Madiran | 2,99             | 22 (2022)                         | 7,4                | modifier les données · modifier les données |
| Buzon                                   | 65114      | CC Adour Madiran | 4,40             | 81 (2022)                         | 18                 | modifier les données · modifier les données |
| Castelnau-Rivière-Basse                 | 65130      | CC Adour Madiran | 18,50            | 648 (2022)                        | 35                 | modifier les données · modifier les données |
| Caussade-Rivière                        | 65137      | CC Adour Madiran | 6,16             | 98 (2022)                         | 16                 | modifier les données · modifier les données |
| Escondeaux                              | 65161      | CC Adour Madiran | 3,79             | 281 (2022)                        | 74                 | modifier les données · modifier les données |
| Estirac                                 | 65174      | CC Adour Madiran | 5,21             | 103 (2022)                        | 20                 | modifier les données · modifier les données |
| Gensac                                  | 65196      | CC Adour Madiran | 3,44             | 87 (2022)                         | 25                 | modifier les données · modifier les données |
| Hagedet                                 | 65215      | CC Adour Madiran | 2,21             | 42 (2022)                         | 19                 | modifier les données · modifier les données |
| Hères                                   | 65219      | CC Adour Madiran | 5,89             | 101 (2022)                        | 17                 | modifier les données · modifier les données |
| Labatut-Rivière                         | 65240      | CC Adour Madiran | 12,71            | 386 (2022)                        | 30                 | modifier les données · modifier les données |
| Lacassagne                              | 65242      | CC Adour Madiran | 6,65             | 247 (2022)                        | 37                 | modifier les données · modifier les données |
| Lafitole                                | 65243      | CC Adour Madiran | 8,69             | 439 (2022)                        | 51                 | modifier les données · modifier les données |
| Lahitte-Toupière                        | 65248      | CC Adour Madiran | 5,60             | 262 (2022)                        | 47                 | modifier les données · modifier les données |
| Laméac                                  | 65254      | CC Adour Madiran | 5,32             | 150 (2022)                        | 28                 | modifier les données · modifier les données |
| Larreule                                | 65262      | CC Adour Madiran | 10,14            | 382 (2022)                        | 38                 | modifier les données · modifier les données |
| Lascazères                              | 65264      | CC Adour Madiran | 9,21             | 312 (2022)                        | 34                 | modifier les données · modifier les données |
| Lescurry                                | 65269      | CC Adour Madiran | 5,02             | 162 (2022)                        | 32                 | modifier les données · modifier les données |
| Liac                                    | 65273      | CC Adour Madiran | 4,17             | 199 (2022)                        | 48                 | modifier les données · modifier les données |
| Madiran                                 | 65296      | CC Adour Madiran | 15,02            | 424 (2022)                        | 28                 | modifier les données · modifier les données |
| Mansan                                  | 65297      | CC Adour Madiran | 2,08             | 40 (2022)                         | 19                 | modifier les données · modifier les données |
| Mingot                                  | 65311      | CC Adour Madiran | 1,73             | 98 (2022)                         | 57                 | modifier les données · modifier les données |
| Monfaucon                               | 65314      | CC Adour Madiran | 10,38            | 203 (2022)                        | 20                 | modifier les données · modifier les données |
| Moumoulous                              | 65325      | CC Adour Madiran | 3,36             | 44 (2022)                         | 13                 | modifier les données · modifier les données |
| Peyrun                                  | 65361      | CC Adour Madiran | 4,01             | 104 (2022)                        | 26                 | modifier les données · modifier les données |
| Rabastens-de-Bigorre                    | 65375      | CC Adour Madiran | 8,93             | 1 464 (2022)                      | 164                | modifier les données · modifier les données |
| Saint-Lanne                             | 65387      | CC Adour Madiran | 13,10            | 121 (2022)                        | 9,2                | modifier les données · modifier les données |
| Saint-Sever-de-Rustan                   | 65397      | CC Adour Madiran | 9,52             | 158 (2022)                        | 17                 | modifier les données · modifier les données |
| Sarriac-Bigorre                         | 65409      | CC Adour Madiran | 10,80            | 273 (2022)                        | 25                 | modifier les données · modifier les données |
| Sauveterre                              | 65412      | CC Adour Madiran | 10,38            | 159 (2022)                        | 15                 | modifier les données · modifier les données |
| Ségalas                                 | 65414      | CC Adour Madiran | 5,97             | 81 (2022)                         | 14                 | modifier les données · modifier les données |
| Sénac                                   | 65418      | CC Adour Madiran | 8,94             | 291 (2022)                        | 33                 | modifier les données · modifier les données |
| Sombrun                                 | 65429      | CC Adour Madiran | 9,67             | 198 (2022)                        | 20                 | modifier les données · modifier les données |
| Soublecause                             | 65432      | CC Adour Madiran | 6,18             | 174 (2022)                        | 28                 | modifier les données · modifier les données |
| Tostat                                  | 65446      | CC Adour Madiran | 6,27             | 547 (2022)                        | 87                 | modifier les données · modifier les données |
| Trouley-Labarthe                        | 65454      | CC Adour Madiran | 4,39             | 107 (2022)                        | 24                 | modifier les données · modifier les données |
| Ugnouas                                 | 65457      | CC Adour Madiran | 1,59             | 86 (2022)                         | 54                 | modifier les données · modifier les données |
| Vidouze                                 | 65462      | CC Adour Madiran | 16,01            | 230 (2022)                        | 14                 | modifier les données · modifier les données |
| Villefranque                            | 65472      | CC Adour Madiran | 3,17             | 74 (2022)                         | 23                 | modifier les données · modifier les données |
| Canton du Val d'Adour-Rustan-Madiranais | 6513       |                  | 325,28           | 11 817 (2022)                     | 36                 | modifier les données                        |

## Démographie
En 2022, le canton comptait 11 817 habitants, en évolution de −3 % par rapport à 2016 (Hautes-Pyrénées : +1,59 %, France hors Mayotte : +2,11 %).
| 2013   | 2018   | 2022   |
| ------ | ------ | ------ |
| 12 205 | 12 003 | 11 817 |